# Gilserbach
Der Gilserbach ist ein rechtsseitiger und südlicher Nebenfluss der Schwalm. Er verläuft in seiner gesamten Länge im  nordhessischen Schwalm-Eder-Kreis.

## Geographie
Der Bach entspringt westlich des Borkener Stadtteils Pfaffenhausen am Ostfuß des Weinkopfs (298,8 m) auf etwa 257 Meter Höhe über NHN wenige Meter östlich der Straße von Marienrode nach Süden zur Landesstraße L 3152. Von dort verläuft er zunächst etwa 400 m nach Osten in Richtung Pfaffenhausen und biegt dann in einer rund 700 m langgestreckten Kurve nach Nordosten und Norden um, dabei zwei kleine Bäche von rechts und einen von links aufnehmend.
Danach unterquert er nördlich von Pfaffenhausen die Landesstraße L 3384 und fließt etwa 1,4 km weiter nach Norden durch landwirtschaftlich genutztes Gelände, dabei die Kreisstraße K 50 (Marienrode-Gilserhof) unterquerend und schließlich den etwa 250 m östlich liegenden Gilserhof passierend. Unterwegs nimmt er erst einen von rechts (Osten) kommenden und später einen von links aus Richtung der Kernstadt Borken herankommenden Bach auf.
Kurz nach Passieren von Gilserhof biegt der Gilserbach nach Nordosten um, wendet sich dann nach rund 1,5 km weiterer Fließstrecke südlich von Singlis nach Nordnordwesten und erreicht nach weiteren 700 m den südlichen Ortsrand von Singlis. Dort unterquert er die Main-Weser-Bahn und verläuft danach, im Ort bis kurz vor seiner Mündung unterirdisch kanalisiert, rund 700 m nach Norden, bis er unmittelbar nördlich der bebauten Ortslage in einen südlichen Seitenarm (Altarm) der Schwalm mündet.